# (1503) Kuopio
(1503) Kuopio ist ein Asteroid des Hauptgürtels, der am 15. Dezember 1938 von dem finnischen Astronomen Yrjö Väisälä in Turku entdeckt wurde.
Der Name des Asteroiden ist von der finnischen Stadt Kuopio abgeleitet.